# Arhopala elis
Arhopala elis är en fjärilsart som beskrevs av Hans Fruhstorfer 1914. Arhopala elis ingår i släktet Arhopala och familjen juvelvingar. Inga underarter finns listade i Catalogue of Life.